# Sylvester Engbrox

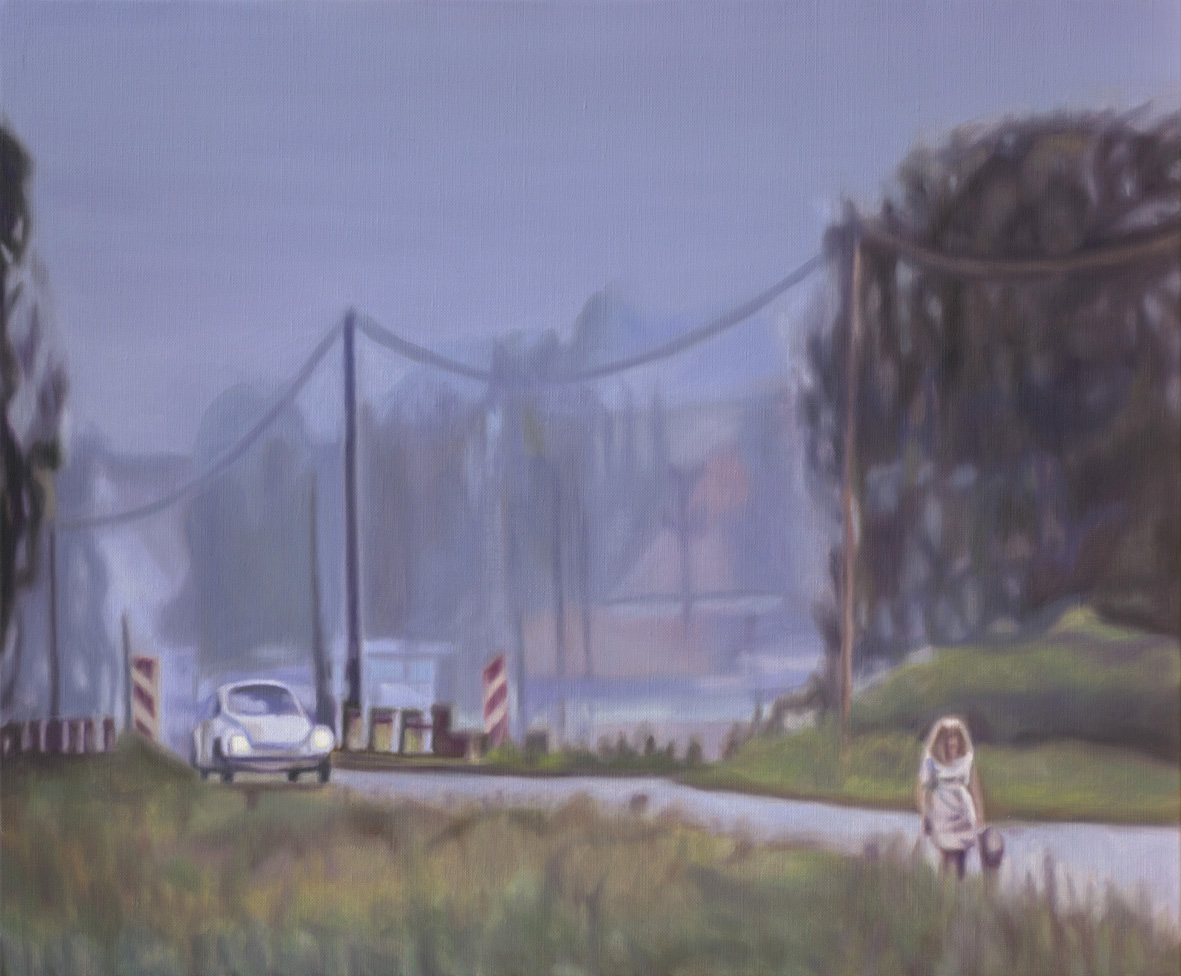
Secondary Road, Niederrhein (2009)

Sylvester Engbrox est un peintre contemporain allemand, né en 1964 à Clèves (Allemagne). Il vit et travaille à Paris.

## Biographie
En 1983, Engbrox obtient un baccalauréat spécialisé en arts graphiques. Puis il décide de gagner sa vie : graphiste traditionnel, assistant-photographe de plateau et technicien lumière. Ces expériences lui permettent de travailler avec Wolfgang Flur du groupe Kraftwerk, sur des décors de prise de vue. En 1984, il commence à peindre. En 1986, il quitte Düsseldorf pour s’installer à Paris.
De 1988 à 1991, il est étudiant à l'École nationale supérieure de la photographie, à Arles (Bouches-du-Rhône). Il y est l’élève d'Arnaud Claass, de Christian Milovanoff et de Christian Gattinoni. Il a également l’occasion d’être l’assistant-photographe de Larry Fink.
De 1999 à 2005, il crée et gère avec deux amis un label de musique indépendant à Paris. Il collabore également à l’écriture et l’arrangement de titres avec Sporto Kantes.

## Œuvre
Les trois premières œuvres ayant intégré son catalogue datent de 1994 : Helen, Hotel Aya, Air Disaster 1. Ces toiles sont peintes à l’huile d’après des images trouvées dans la presse grand public, de petite taille et mal imprimées. L’œuvre du peintre met essentiellement en scène des personnages dans des décors élaborés et improbables.

Depuis 2015, Sylvester Engbrox produit également des photographies.

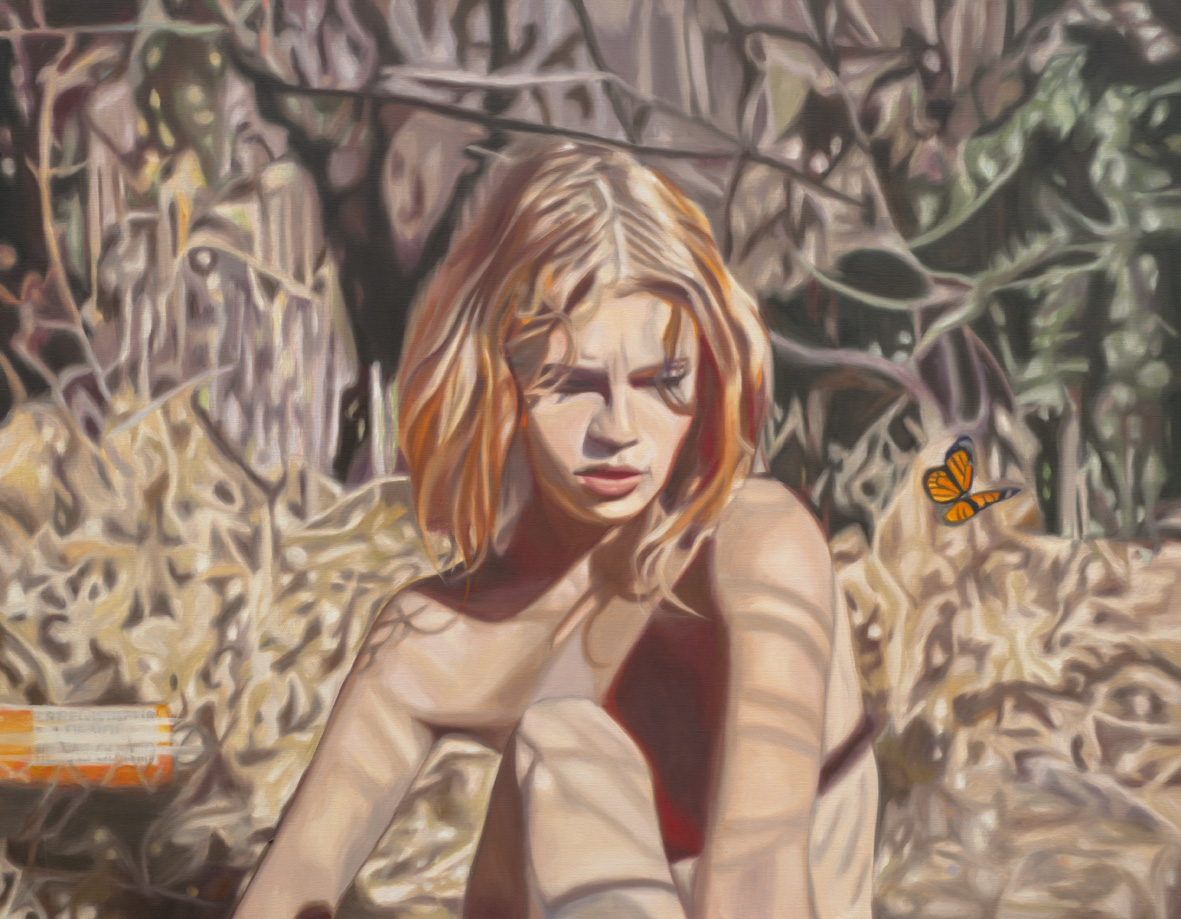
Tina, Flight Data Recorder (2009)

## Citations
- « Je peins des tableaux d’après des images trouvées, dans des catalogues de vacances, des programmes de télévision…  J’ai collecté d’importantes quantités d’images pour les classer selon une typologie inventée. Cette partie du travail passe, aujourd’hui, par Internet et par mes propres archives photographiques. Ce catalogage parfaitement inutile d’un monde représenté ne clarifie rien : plus on voit d’images, moins on comprend. Mais ce rangement, cette perpétuelle comparaison d’une représentation avec une autre finit par créer des ponts entre certaines d’entre elles. Parfois même, ces confrontations provoquent une nouvelle image. C’est cette image, apparue à mon insu, que je peins. Ma peinture est issue de ce classement obsessionnel. » Sylvester Engbrox, février 2008.
- « Quand un disque dur lâche, on lance un programme de reconstruction pour éventuellement sauver des données. Mes toiles, elles, tentent de réparer un espace-temps perturbé après un crash, de le redéfinir, en y imbriquant ce qu’il reste : des bouts d’images rassemblés. » Sylvester Engbrox, février 2008.
- « Sa peinture est tout à fait représentative de notre époque. Clairement figurative, complètement reliée à la longue histoire picturale, sans aucun complexe par rapport au discours officiel, elle ouvre largement les champs de notre imaginaire. Elle nous prouve, mieux que de longs discours, la formidable vitalité de la peinture qui traverse les évolutions technologiques (photo, vidéo, Internet…) en les digérant goulûment. » Gérard Gamand, magazine Azart, septembre 2008.
- « Au sein du grouillement proliférant des images du Web, Sylvester Engbrox repère celles qui vont lui permettre, à partir évidemment de sa sensibilité propre, non d’accomplir on ne sait quel désir en le leurrant (ce que faisaient les producteurs de nus académiques du XIXe siècle), mais de le décevoir méthodiquement en exhibant sa machinerie. » Jean-Luc Chalumeau, Sylvester Engbrox, catalogue d’exposition, 2008.
- « De cette manière, l’artiste le reconnaît, il n’est qu’un intermédiaire, un outil, une machine. C’est pourquoi il n’explique rien dans sa peinture, il ne suggère rien, ni érotisme, ni culpabilité, ni souffrance. Il ne fait que montrer. Et, à proprement parler, il s’agit donc véritablement d’un 'spectacle'. » Max Torregrossa, Sylvester Engbrox, catalogue d’exposition, janvier 2008.

## Expositions
- 2016 : Last Call[1], Paris, Galerie VivoEquidem, Exposition personnelle
- 2015 : Under Pressure, Espace Dupin, Paris, Exposition collective
- 2014 : Ausstrahlung, Paris, Galerie VivoEquidem, Exposition personnelle
- 2013 : S. Engbrox - Paintings, Paris, Fondation Atelier de Sèvres, Exposition personnelle
- 2012 : The Good and the Bad Life, Paris, Galerie VivoEquidem, Exposition personnelle
- 2012 : La Nuit de l'instant, Marseille, Exposition collective
- 2011 : NordArt, Büdelsdorf, Exposition collective
- 2011 : ArtParis, Salon d’art contemporain
- 2011 : Lille Art Fair, Lille, Salon d’art contemporain
- 2010-2011 : Follow Me, Paris, Galerie VivoEquidem, Exposition personnelle
- 2010 : Lille Art Fair, Lille, Salon d’art contemporain
- 2009 : Berliner Liste, Berlin, Salon d’art contemporain
- 2009 : Glasgow Art Fair, Glasgow, Salon d’art contemporain
- 2009 : Hyperceptions, Paris, Galerie VivoEquidem, Exposition personnelle
- 2008 : Engbrox, Paris, Galerie VivoEquidem, Exposition personnelle